# Tour de Hongrie 2022
Le Tour de Hongrie 2022 est la 43e édition de cette course cycliste par étapes masculine. Il a lieu en Hongrie du 11 mai au 15 mai 2022. Il se déroule entre Csákvár et Kékes sur un parcours de 904 km et fait partie du calendrier UCI Europe Tour 2022 en catégorie 2.1.

## Présentation

### Parcours
Le Tour de Hongrie est tracé sur cinq étapes pour une distance totale de 904 kilomètres.

### Équipes
Vingt-trois équipes participent à ce Tour de Hongrie - 11 équipes UCI World Tour, 9 équipes UCI ProTeam, 2 équipes continentales et 1 sélection nationale :
| WorldTeams (11)- Ineos Grenadiers - Quick-Step Alpha Vinyl - Movistar Team - Israel-Premier Tech - Jumbo-Visma - Trek-Segafredo - Bahrain Victorious - BikeExchange-Jayco - Bora-Hansgrohe - Team DSM - Astana Qazaqstan Team ProTeams (9)- Caja Rural-Seguros RGA - Alpecin-Fenix - Drone Hopper-Androni Giocattoli - Uno-X Pro Cycling Team - Team Novo Nordisk - Eolo-Kometa - Sport Vlaanderen-Baloise - Human Powered Health - B&B Hotels-KTM Équipes continentales (2)- Adria Mobil - Giotti Victoria-Savini Due Équipe nationale- Hongrie |
| |

## Étapes
| Étape     | Date   | Villes étapes                 | type                      | Distance (km) | Dénivelé (m) | Vainqueur d'étape | Leader du classement général |
| --------- | ------ | ----------------------------- | ------------------------- | ------------- | ------------ | ----------------- | ---------------------------- |
| 1re étape | 11 mai | Csákvár – Székesfehérvár      | étape vallonnée           | 198           | 1 651 m      | Olav Kooij        | Olav Kooij                   |
| 2e étape  | 12 mai | Karcag – Hajdúszoboszló       | étape de plaine           | 192           | 185 m        | Fabio Jakobsen    | Jens Reynders                |
| 3e étape  | 13 mai | Sárospatak – Nyíregyháza      | étape de plaine           | 154           | 565 m        | Fabio Jakobsen    | Fabio Jakobsen               |
| 4e étape  | 14 mai | Kazincbarcika – Kazincbarcika | étape vallonnée           | 177           | 1 325 m      | Dylan Groenewegen | Fabio Jakobsen               |
| 5e étape  | 15 mai | Miskolc – Kékestető           | étape de moyenne montagne | 184           | 2 751 m      | Antonio Tiberi    | Eddie Dunbar                 |

## Déroulement de la course

### 1reétape
| \| Classement de l'étape \| Classement de l'étape \| Classement de l'étape \| Classement de l'étape \| Classement de l'étape \| \| Coureur \| Coureur \| Pays \| Équipe \| Temps \| \| --------------------- \| --------------------- \| --------------------- \| ------------------------ \| --------------------- \| \| 1er \| Olav Kooij \| Pays-Bas \| Jumbo-Visma \| 4 h 34 min 36 s \| \| 2e \| Elia Viviani \| Italie \| Ineos Grenadiers \| + 0 s \| \| 3e \| Matthew Walls \| Royaume-Uni \| Bora-Hansgrohe \| + 0 s \| \| 4e \| Rudy Barbier \| France \| Israel-Premier Tech \| + 0 s \| \| 5e \| Matteo Moschetti \| Italie \| Trek-Segafredo \| + 0 s \| \| 6e \| Max Kanter \| Allemagne \| Movistar Team \| + 0 s \| \| 7e \| Dylan Groenewegen \| Pays-Bas \| Team BikeExchange-Jayco \| + 0 s \| \| 8e \| Sasha Weemaes \| Belgique \| Sport Vlaanderen-Baloise \| + 0 s \| \| 9e \| Marius Mayrhofer \| Allemagne \| Team DSM \| + 0 s \| \| 10e \| Arvid de Kleijn \| Pays-Bas \| Human Powered Health \| + 0 s \| |                   |             |                          |                 |
| |                   |             |                          |                 |
| Source : ProCyclingStats |                   |             |                          |                 |
| Classement de l'étape |                   |             |                          |                 |
| Coureur | Coureur           | Pays        | Équipe                   | Temps           |
| 1er | Olav Kooij        | Pays-Bas    | Jumbo-Visma              | 4 h 34 min 36 s |
| 2e | Elia Viviani      | Italie      | Ineos Grenadiers         | + 0 s           |
| 3e | Matthew Walls     | Royaume-Uni | Bora-Hansgrohe           | + 0 s           |
| 4e | Rudy Barbier      | France      | Israel-Premier Tech      | + 0 s           |
| 5e | Matteo Moschetti  | Italie      | Trek-Segafredo           | + 0 s           |
| 6e | Max Kanter        | Allemagne   | Movistar Team            | + 0 s           |
| 7e | Dylan Groenewegen | Pays-Bas    | Team BikeExchange-Jayco  | + 0 s           |
| 8e | Sasha Weemaes     | Belgique    | Sport Vlaanderen-Baloise | + 0 s           |
| 9e | Marius Mayrhofer  | Allemagne   | Team DSM                 | + 0 s           |
| 10e | Arvid de Kleijn   | Pays-Bas    | Human Powered Health     | + 0 s           |

| \| Classement général \| Classement général \| Classement général \| Classement général \| Classement général \| \| Coureur \| Coureur \| Pays \| Équipe \| Temps \| \| ------------------ \| ------------------ \| ------------------ \| ------------------------ \| ------------------ \| \| 1er \| Olav Kooij \| Pays-Bas \| Jumbo-Visma \| 4 h 34 min 36 s \| \| 2e \| Jens Reynders \| Belgique \| Sport Vlaanderen-Baloise \| + 2 s \| \| 3e \| Elia Viviani \| Italie \| Ineos Grenadiers \| + 4 s \| \| 4e \| Matthew Walls \| Royaume-Uni \| Bora-Hansgrohe \| + 6 s \| \| 5e \| Márton Dina \| Hongrie \| Eolo-Kometa \| + 6 s \| \| 6e \| Viktor Filutás \| Hongrie \| Adria Mobil \| + 7 s \| \| 7e \| Joey Rosskopf \| États-Unis \| Human Powered Health \| + 8 s \| \| 8e \| Aaron Van Poucke \| Belgique \| Sport Vlaanderen-Baloise \| + 9 s \| \| 9e \| Rudy Barbier \| France \| Israel-Premier Tech \| + 10 s \| \| 10e \| Matteo Moschetti \| Italie \| Trek-Segafredo \| + 10 s \| |                  |             |                          |                 |
| |                  |             |                          |                 |
| Source : ProCyclingStats |                  |             |                          |                 |
| Classement général |                  |             |                          |                 |
| Coureur | Coureur          | Pays        | Équipe                   | Temps           |
| 1er | Olav Kooij       | Pays-Bas    | Jumbo-Visma              | 4 h 34 min 36 s |
| 2e | Jens Reynders    | Belgique    | Sport Vlaanderen-Baloise | + 2 s           |
| 3e | Elia Viviani     | Italie      | Ineos Grenadiers         | + 4 s           |
| 4e | Matthew Walls    | Royaume-Uni | Bora-Hansgrohe           | + 6 s           |
| 5e | Márton Dina      | Hongrie     | Eolo-Kometa              | + 6 s           |
| 6e | Viktor Filutás   | Hongrie     | Adria Mobil              | + 7 s           |
| 7e | Joey Rosskopf    | États-Unis  | Human Powered Health     | + 8 s           |
| 8e | Aaron Van Poucke | Belgique    | Sport Vlaanderen-Baloise | + 9 s           |
| 9e | Rudy Barbier     | France      | Israel-Premier Tech      | + 10 s          |
| 10e | Matteo Moschetti | Italie      | Trek-Segafredo           | + 10 s          |

### 2eétape
| \| Classement de l'étape \| Classement de l'étape \| Classement de l'étape \| Classement de l'étape \| Classement de l'étape \| \| Coureur \| Coureur \| Pays \| Équipe \| Temps \| \| --------------------- \| --------------------- \| --------------------- \| ------------------------ \| --------------------- \| \| 1er \| Fabio Jakobsen \| Pays-Bas \| Quick-Step Alpha Vinyl \| 3 h 59 min 20 s \| \| 2e \| Rudy Barbier \| France \| Israel-Premier Tech \| + 0 s \| \| 3e \| Sasha Weemaes \| Belgique \| Sport Vlaanderen-Baloise \| + 0 s \| \| 4e \| Itamar Einhorn \| Israël \| Israel-Premier Tech \| + 0 s \| \| 5e \| Max Kanter \| Allemagne \| Movistar Team \| + 0 s \| \| 6e \| Matteo Moschetti \| Italie \| Trek-Segafredo \| + 0 s \| \| 7e \| Simon Dehairs \| Belgique \| Alpecin-Fenix \| + 0 s \| \| 8e \| Marius Mayrhofer \| Allemagne \| Team DSM \| + 0 s \| \| 9e \| Tom Van Asbroeck \| Belgique \| Israel-Premier Tech \| + 0 s \| \| 10e \| Patrick Konrad \| Autriche \| Bora-Hansgrohe \| + 0 s \| |                  |           |                          |                 |
| |                  |           |                          |                 |
| Source : ProCyclingStats |                  |           |                          |                 |
| Classement de l'étape |                  |           |                          |                 |
| Coureur | Coureur          | Pays      | Équipe                   | Temps           |
| 1er | Fabio Jakobsen   | Pays-Bas  | Quick-Step Alpha Vinyl   | 3 h 59 min 20 s |
| 2e | Rudy Barbier     | France    | Israel-Premier Tech      | + 0 s           |
| 3e | Sasha Weemaes    | Belgique  | Sport Vlaanderen-Baloise | + 0 s           |
| 4e | Itamar Einhorn   | Israël    | Israel-Premier Tech      | + 0 s           |
| 5e | Max Kanter       | Allemagne | Movistar Team            | + 0 s           |
| 6e | Matteo Moschetti | Italie    | Trek-Segafredo           | + 0 s           |
| 7e | Simon Dehairs    | Belgique  | Alpecin-Fenix            | + 0 s           |
| 8e | Marius Mayrhofer | Allemagne | Team DSM                 | + 0 s           |
| 9e | Tom Van Asbroeck | Belgique  | Israel-Premier Tech      | + 0 s           |
| 10e | Patrick Konrad   | Autriche  | Bora-Hansgrohe           | + 0 s           |

| \| Classement général \| Classement général \| Classement général \| Classement général \| Classement général \| \| Coureur \| Coureur \| Pays \| Équipe \| Temps \| \| ------------------ \| ------------------ \| ------------------ \| ------------------------ \| ------------------ \| \| 1er \| Jens Reynders \| Belgique \| Sport Vlaanderen-Baloise \| 8 h 33 min 52 s \| \| 2e \| Fabio Jakobsen \| Pays-Bas \| Quick-Step Alpha Vinyl \| + 4 s \| \| 3e \| Olav Kooij \| Pays-Bas \| Jumbo-Visma \| + 4 s \| \| 4e \| Elia Viviani \| Italie \| Ineos Grenadiers \| + 5 s \| \| 5e \| Rudy Barbier \| France \| Israel-Premier Tech \| + 8 s \| \| 6e \| Sasha Weemaes \| Belgique \| Sport Vlaanderen-Baloise \| + 10 s \| \| 7e \| Matthew Walls \| Royaume-Uni \| Bora-Hansgrohe \| + 10 s \| \| 8e \| Filippo Baroncini \| Italie \| Trek-Segafredo \| + 10 s \| \| 9e \| Márton Dina \| Hongrie \| Eolo-Kometa \| + 10 s \| \| 10e \| Joey Rosskopf \| États-Unis \| Human Powered Health \| + 12 s \| |                   |             |                          |                 |
| |                   |             |                          |                 |
| Source : ProCyclingStats |                   |             |                          |                 |
| Classement général |                   |             |                          |                 |
| Coureur | Coureur           | Pays        | Équipe                   | Temps           |
| 1er | Jens Reynders     | Belgique    | Sport Vlaanderen-Baloise | 8 h 33 min 52 s |
| 2e | Fabio Jakobsen    | Pays-Bas    | Quick-Step Alpha Vinyl   | + 4 s           |
| 3e | Olav Kooij        | Pays-Bas    | Jumbo-Visma              | + 4 s           |
| 4e | Elia Viviani      | Italie      | Ineos Grenadiers         | + 5 s           |
| 5e | Rudy Barbier      | France      | Israel-Premier Tech      | + 8 s           |
| 6e | Sasha Weemaes     | Belgique    | Sport Vlaanderen-Baloise | + 10 s          |
| 7e | Matthew Walls     | Royaume-Uni | Bora-Hansgrohe           | + 10 s          |
| 8e | Filippo Baroncini | Italie      | Trek-Segafredo           | + 10 s          |
| 9e | Márton Dina       | Hongrie     | Eolo-Kometa              | + 10 s          |
| 10e | Joey Rosskopf     | États-Unis  | Human Powered Health     | + 12 s          |

### 3eétape
| \| Classement de l'étape \| Classement de l'étape \| Classement de l'étape \| Classement de l'étape \| Classement de l'étape \| \| Coureur \| Coureur \| Pays \| Équipe \| Temps \| \| --------------------- \| --------------------- \| --------------------- \| ------------------------ \| --------------------- \| \| 1er \| Fabio Jakobsen \| Pays-Bas \| Quick-Step Alpha Vinyl \| 3 h 25 min 55 s \| \| 2e \| Rudy Barbier \| France \| Israel-Premier Tech \| + 0 s \| \| 3e \| Sasha Weemaes \| Belgique \| Sport Vlaanderen-Baloise \| + 0 s \| \| 4e \| David Dekker \| Pays-Bas \| Jumbo-Visma \| + 0 s \| \| 5e \| Max Kanter \| Allemagne \| Movistar Team \| + 0 s \| \| 6e \| Matthew Walls \| Royaume-Uni \| Bora-Hansgrohe \| + 0 s \| \| 7e \| Simon Dehairs \| Belgique \| Alpecin-Fenix \| + 0 s \| \| 8e \| Marius Mayrhofer \| Allemagne \| Team DSM \| + 0 s \| \| 9e \| Iúri Leitão \| Portugal \| Caja Rural-Seguros RGA \| + 0 s \| \| 10e \| David Martín Romero \| Espagne \| Eolo-Kometa \| + 0 s \| |                     |             |                          |                 |
| |                     |             |                          |                 |
| Source : ProCyclingStats |                     |             |                          |                 |
| Classement de l'étape |                     |             |                          |                 |
| Coureur | Coureur             | Pays        | Équipe                   | Temps           |
| 1er | Fabio Jakobsen      | Pays-Bas    | Quick-Step Alpha Vinyl   | 3 h 25 min 55 s |
| 2e | Rudy Barbier        | France      | Israel-Premier Tech      | + 0 s           |
| 3e | Sasha Weemaes       | Belgique    | Sport Vlaanderen-Baloise | + 0 s           |
| 4e | David Dekker        | Pays-Bas    | Jumbo-Visma              | + 0 s           |
| 5e | Max Kanter          | Allemagne   | Movistar Team            | + 0 s           |
| 6e | Matthew Walls       | Royaume-Uni | Bora-Hansgrohe           | + 0 s           |
| 7e | Simon Dehairs       | Belgique    | Alpecin-Fenix            | + 0 s           |
| 8e | Marius Mayrhofer    | Allemagne   | Team DSM                 | + 0 s           |
| 9e | Iúri Leitão         | Portugal    | Caja Rural-Seguros RGA   | + 0 s           |
| 10e | David Martín Romero | Espagne     | Eolo-Kometa              | + 0 s           |

| \| Classement général \| Classement général \| Classement général \| Classement général \| Classement général \| \| Coureur \| Coureur \| Pays \| Équipe \| Temps \| \| ------------------ \| ------------------ \| ------------------ \| ------------------------ \| ------------------ \| \| 1er \| Fabio Jakobsen \| Pays-Bas \| Quick-Step Alpha Vinyl \| 11 h 59 min 41 s \| \| 2e \| Jens Reynders \| Belgique \| Sport Vlaanderen-Baloise \| + 6 s \| \| 3e \| Rudy Barbier \| France \| Israel-Premier Tech \| + 8 s \| \| 4e \| Elia Viviani \| Italie \| Ineos Grenadiers \| + 11 s \| \| 5e \| Sasha Weemaes \| Belgique \| Sport Vlaanderen-Baloise \| + 12 s \| \| 6e \| Matthew Walls \| Royaume-Uni \| Bora-Hansgrohe \| + 16 s \| \| 7e \| Filippo Baroncini \| Italie \| Trek-Segafredo \| + 16 s \| \| 8e \| Márton Dina \| Hongrie \| Eolo-Kometa \| + 16 s \| \| 9e \| Krists Neilands \| Lettonie \| Israel-Premier Tech \| + 18 s \| \| 10e \| Joey Rosskopf \| États-Unis \| Human Powered Health \| + 18 s \| |                   |             |                          |                  |
| |                   |             |                          |                  |
| Source : ProCyclingStats |                   |             |                          |                  |
| Classement général |                   |             |                          |                  |
| Coureur | Coureur           | Pays        | Équipe                   | Temps            |
| 1er | Fabio Jakobsen    | Pays-Bas    | Quick-Step Alpha Vinyl   | 11 h 59 min 41 s |
| 2e | Jens Reynders     | Belgique    | Sport Vlaanderen-Baloise | + 6 s            |
| 3e | Rudy Barbier      | France      | Israel-Premier Tech      | + 8 s            |
| 4e | Elia Viviani      | Italie      | Ineos Grenadiers         | + 11 s           |
| 5e | Sasha Weemaes     | Belgique    | Sport Vlaanderen-Baloise | + 12 s           |
| 6e | Matthew Walls     | Royaume-Uni | Bora-Hansgrohe           | + 16 s           |
| 7e | Filippo Baroncini | Italie      | Trek-Segafredo           | + 16 s           |
| 8e | Márton Dina       | Hongrie     | Eolo-Kometa              | + 16 s           |
| 9e | Krists Neilands   | Lettonie    | Israel-Premier Tech      | + 18 s           |
| 10e | Joey Rosskopf     | États-Unis  | Human Powered Health     | + 18 s           |

### 4eétape
| \| Classement de l'étape \| Classement de l'étape \| Classement de l'étape \| Classement de l'étape \| Classement de l'étape \| \| Coureur \| Coureur \| Pays \| Équipe \| Temps \| \| --------------------- \| --------------------- \| --------------------- \| ------------------------ \| --------------------- \| \| 1er \| Dylan Groenewegen \| Pays-Bas \| Team BikeExchange-Jayco \| 3 h 59 min 15 s \| \| 2e \| Fabio Jakobsen \| Pays-Bas \| Quick-Step Alpha Vinyl \| + 0 s \| \| 3e \| Rudy Barbier \| France \| Israel-Premier Tech \| + 0 s \| \| 4e \| Sasha Weemaes \| Belgique \| Sport Vlaanderen-Baloise \| + 0 s \| \| 5e \| Elia Viviani \| Italie \| Ineos Grenadiers \| + 0 s \| \| 6e \| Timo Kielich \| Belgique \| Alpecin-Fenix \| + 0 s \| \| 7e \| Max Kanter \| Allemagne \| Movistar Team \| + 0 s \| \| 8e \| Henri Uhlig \| Allemagne \| Alpecin-Fenix \| + 0 s \| \| 9e \| David Dekker \| Pays-Bas \| Jumbo-Visma \| + 0 s \| \| 10e \| Itamar Einhorn \| Israël \| Israel-Premier Tech \| + 0 s \| |                   |           |                          |                 |
| |                   |           |                          |                 |
| Source : ProCyclingStats |                   |           |                          |                 |
| Classement de l'étape |                   |           |                          |                 |
| Coureur | Coureur           | Pays      | Équipe                   | Temps           |
| 1er | Dylan Groenewegen | Pays-Bas  | Team BikeExchange-Jayco  | 3 h 59 min 15 s |
| 2e | Fabio Jakobsen    | Pays-Bas  | Quick-Step Alpha Vinyl   | + 0 s           |
| 3e | Rudy Barbier      | France    | Israel-Premier Tech      | + 0 s           |
| 4e | Sasha Weemaes     | Belgique  | Sport Vlaanderen-Baloise | + 0 s           |
| 5e | Elia Viviani      | Italie    | Ineos Grenadiers         | + 0 s           |
| 6e | Timo Kielich      | Belgique  | Alpecin-Fenix            | + 0 s           |
| 7e | Max Kanter        | Allemagne | Movistar Team            | + 0 s           |
| 8e | Henri Uhlig       | Allemagne | Alpecin-Fenix            | + 0 s           |
| 9e | David Dekker      | Pays-Bas  | Jumbo-Visma              | + 0 s           |
| 10e | Itamar Einhorn    | Israël    | Israel-Premier Tech      | + 0 s           |

| \| Classement général \| Classement général \| Classement général \| Classement général \| Classement général \| \| Coureur \| Coureur \| Pays \| Équipe \| Temps \| \| ------------------ \| ------------------ \| ------------------ \| ------------------------ \| ------------------ \| \| 1er \| Fabio Jakobsen \| Pays-Bas \| Quick-Step Alpha Vinyl \| 15 h 58 min 50 s \| \| 2e \| Rudy Barbier \| France \| Israel-Premier Tech \| + 10 s \| \| 3e \| Jens Reynders \| Belgique \| Sport Vlaanderen-Baloise \| + 12 s \| \| 4e \| Dylan Groenewegen \| Pays-Bas \| Team BikeExchange-Jayco \| + 16 s \| \| 5e \| Elia Viviani \| Italie \| Ineos Grenadiers \| + 17 s \| \| 6e \| Toon Vandebosch \| Belgique \| Alpecin-Fenix \| + 17 s \| \| 7e \| Sasha Weemaes \| Belgique \| Sport Vlaanderen-Baloise \| + 18 s \| \| 8e \| Matthew Walls \| Royaume-Uni \| Bora-Hansgrohe \| + 22 s \| \| 9e \| Filippo Baroncini \| Italie \| Trek-Segafredo \| + 22 s \| \| 10e \| Márton Dina \| Hongrie \| Eolo-Kometa \| + 22 s \| |                   |             |                          |                  |
| |                   |             |                          |                  |
| Source : ProCyclingStats |                   |             |                          |                  |
| Classement général |                   |             |                          |                  |
| Coureur | Coureur           | Pays        | Équipe                   | Temps            |
| 1er | Fabio Jakobsen    | Pays-Bas    | Quick-Step Alpha Vinyl   | 15 h 58 min 50 s |
| 2e | Rudy Barbier      | France      | Israel-Premier Tech      | + 10 s           |
| 3e | Jens Reynders     | Belgique    | Sport Vlaanderen-Baloise | + 12 s           |
| 4e | Dylan Groenewegen | Pays-Bas    | Team BikeExchange-Jayco  | + 16 s           |
| 5e | Elia Viviani      | Italie      | Ineos Grenadiers         | + 17 s           |
| 6e | Toon Vandebosch   | Belgique    | Alpecin-Fenix            | + 17 s           |
| 7e | Sasha Weemaes     | Belgique    | Sport Vlaanderen-Baloise | + 18 s           |
| 8e | Matthew Walls     | Royaume-Uni | Bora-Hansgrohe           | + 22 s           |
| 9e | Filippo Baroncini | Italie      | Trek-Segafredo           | + 22 s           |
| 10e | Márton Dina       | Hongrie     | Eolo-Kometa              | + 22 s           |

### 5eétape
| \| Classement de l'étape \| Classement de l'étape \| Classement de l'étape \| Classement de l'étape \| Classement de l'étape \| \| Coureur \| Coureur \| Pays \| Équipe \| Temps \| \| --------------------- \| ---------------------------- \| --------------------- \| ---------------------- \| --------------------- \| \| 1er \| Antonio Tiberi \| Italie \| Trek-Segafredo \| 4 h 39 min 31 s \| \| 2e \| Eddie Dunbar \| Irlande \| Ineos Grenadiers \| + 2 s \| \| 3e \| Óscar Rodríguez Garaicoechea \| Espagne \| Movistar Team \| + 23 s \| \| 4e \| Samuele Battistella \| Italie \| Astana Qazaqstan Team \| + 25 s \| \| 5e \| Edoardo Zambanini \| Italie \| Bahrain Victorious \| + 25 s \| \| 6e \| Carl Fredrik Hagen \| Norvège \| Israel-Premier Tech \| + 31 s \| \| 7e \| Niklas Eg \| Danemark \| Uno-X Pro Cycling Team \| + 32 s \| \| 8e \| Krists Neilands \| Lettonie \| Israel-Premier Tech \| + 41 s \| \| 9e \| Patrick Konrad \| Autriche \| Bora-Hansgrohe \| + 48 s \| \| 10e \| Anthon Charmig \| Danemark \| Uno-X Pro Cycling Team \| + 55 s \| |                              |          |                        |                 |
| |                              |          |                        |                 |
| Source : ProCyclingStats |                              |          |                        |                 |
| Classement de l'étape |                              |          |                        |                 |
| Coureur | Coureur                      | Pays     | Équipe                 | Temps           |
| 1er | Antonio Tiberi               | Italie   | Trek-Segafredo         | 4 h 39 min 31 s |
| 2e | Eddie Dunbar                 | Irlande  | Ineos Grenadiers       | + 2 s           |
| 3e | Óscar Rodríguez Garaicoechea | Espagne  | Movistar Team          | + 23 s          |
| 4e | Samuele Battistella          | Italie   | Astana Qazaqstan Team  | + 25 s          |
| 5e | Edoardo Zambanini            | Italie   | Bahrain Victorious     | + 25 s          |
| 6e | Carl Fredrik Hagen           | Norvège  | Israel-Premier Tech    | + 31 s          |
| 7e | Niklas Eg                    | Danemark | Uno-X Pro Cycling Team | + 32 s          |
| 8e | Krists Neilands              | Lettonie | Israel-Premier Tech    | + 41 s          |
| 9e | Patrick Konrad               | Autriche | Bora-Hansgrohe         | + 48 s          |
| 10e | Anthon Charmig               | Danemark | Uno-X Pro Cycling Team | + 55 s          |

## Classements finals

### Classement général final
| \| Classement général \| Classement général \| Classement général \| Classement général \| Classement général \| \| Coureur \| Coureur \| Pays \| Équipe \| Temps \| \| ------------------ \| ---------------------------- \| ------------------ \| ------------------------ \| ------------------ \| \| 1er \| Eddie Dunbar \| Irlande \| Ineos Grenadiers \| 20 h 38 min 43 s \| \| 2e \| Óscar Rodríguez Garaicoechea \| Espagne \| Movistar Team \| + 23 s \| \| 3e \| Samuele Battistella \| Italie \| Astana Qazaqstan Team \| + 28 s \| \| 4e \| Edoardo Zambanini \| Italie \| Bahrain Victorious \| + 29 s \| \| 5e \| Carl Fredrik Hagen \| Norvège \| Israel-Premier Tech \| + 35 s \| \| 6e \| Niklas Eg \| Danemark \| Uno-X Pro Cycling Team \| + 36 s \| \| 7e \| Krists Neilands \| Lettonie \| Israel-Premier Tech \| + 43 s \| \| 8e \| Patrick Konrad \| Autriche \| Bora-Hansgrohe \| + 50 s \| \| 9e \| Anthon Charmig \| Danemark \| Uno-X Pro Cycling Team \| + 59 s \| \| 10e \| Kamiel Bonneu \| Belgique \| Sport Vlaanderen-Baloise \| + 1 min 01 s \| |                              |          |                          |                  |
| |                              |          |                          |                  |
| Source : ProCyclingStats |                              |          |                          |                  |
| Classement général |                              |          |                          |                  |
| Coureur | Coureur                      | Pays     | Équipe                   | Temps            |
| 1er | Eddie Dunbar                 | Irlande  | Ineos Grenadiers         | 20 h 38 min 43 s |
| 2e | Óscar Rodríguez Garaicoechea | Espagne  | Movistar Team            | + 23 s           |
| 3e | Samuele Battistella          | Italie   | Astana Qazaqstan Team    | + 28 s           |
| 4e | Edoardo Zambanini            | Italie   | Bahrain Victorious       | + 29 s           |
| 5e | Carl Fredrik Hagen           | Norvège  | Israel-Premier Tech      | + 35 s           |
| 6e | Niklas Eg                    | Danemark | Uno-X Pro Cycling Team   | + 36 s           |
| 7e | Krists Neilands              | Lettonie | Israel-Premier Tech      | + 43 s           |
| 8e | Patrick Konrad               | Autriche | Bora-Hansgrohe           | + 50 s           |
| 9e | Anthon Charmig               | Danemark | Uno-X Pro Cycling Team   | + 59 s           |
| 10e | Kamiel Bonneu                | Belgique | Sport Vlaanderen-Baloise | + 1 min 01 s     |

### Classements annexes
| Classement par points | Classement par points | Classement par points | Classement par points      | Classement par points |
| Coureur               | Coureur               | Pays                  | Équipe                     | Points                |
| --------------------- | --------------------- | --------------------- | -------------------------- | --------------------- |
| 1er                   | Fabio Jakobsen        | Pays-Bas              | Quick-Step Alpha Vinyl     | 47 pts                |
| 2e                    | Rudy Barbier          | France                | Israel-Premier Tech        | 42 pts                |
| 3e                    | Sasha Weemaes         | Belgique              | Sport Vlaanderen-Baloise   | 31 pts                |
| 4e                    | Jens Reynders         | Belgique              | Sport Vlaanderen-Baloise   | 29 pts                |
| 5e                    | Elia Viviani          | Italie                | Ineos Grenadiers           | 23 pts                |
| 6e                    | Max Kanter            | Allemagne             | Movistar Team              | 21 pts                |
| 7e                    | Dylan Groenewegen     | Pays-Bas              | Team BikeExchange-Jayco    | 19 pts                |
| 8e                    | Emil Dima             | Roumanie              | Giotti Victoria-Savini Due | 19 pts                |
| 9e                    | Antonio Tiberi        | Italie                | Trek-Segafredo             | 15 pts                |
| 10e                   | Toon Vandebosch       | Belgique              | Alpecin-Fenix              | 15 pts                |

| Classement par points | Classement par points | Classement par points | Classement par points      | Classement par points |
| Coureur               | Coureur               | Pays                  | Équipe                     | Points                |
| --------------------- | --------------------- | --------------------- | -------------------------- | --------------------- |
| 1er                   | Fabio Jakobsen        | Pays-Bas              | Quick-Step Alpha Vinyl     | 47 pts                |
| 2e                    | Rudy Barbier          | France                | Israel-Premier Tech        | 42 pts                |
| 3e                    | Sasha Weemaes         | Belgique              | Sport Vlaanderen-Baloise   | 31 pts                |
| 4e                    | Jens Reynders         | Belgique              | Sport Vlaanderen-Baloise   | 29 pts                |
| 5e                    | Elia Viviani          | Italie                | Ineos Grenadiers           | 23 pts                |
| 6e                    | Max Kanter            | Allemagne             | Movistar Team              | 21 pts                |
| 7e                    | Dylan Groenewegen     | Pays-Bas              | Team BikeExchange-Jayco    | 19 pts                |
| 8e                    | Emil Dima             | Roumanie              | Giotti Victoria-Savini Due | 19 pts                |
| 9e                    | Antonio Tiberi        | Italie                | Trek-Segafredo             | 15 pts                |
| 10e                   | Toon Vandebosch       | Belgique              | Alpecin-Fenix              | 15 pts                |

| Classement de la montagne | Classement de la montagne    | Classement de la montagne | Classement de la montagne       | Classement de la montagne |
| Coureur                   | Coureur                      | Pays                      | Équipe                          | Points                    |
| ------------------------- | ---------------------------- | ------------------------- | ------------------------------- | ------------------------- |
| 1er                       | Aaron Van Poucke             | Belgique                  | Sport Vlaanderen-Baloise        | 34 pts                    |
| 2e                        | Nicolas Dalla Valle          | Italie                    | Giotti Victoria-Savini Due      | 14 pts                    |
| 3e                        | Umberto Marengo              | Italie                    | Drone Hopper-Androni Giocattoli | 11 pts                    |
| 4e                        | Antonio Tiberi               | Italie                    | Trek-Segafredo                  | 10 pts                    |
| 5e                        | Jens Reynders                | Belgique                  | Sport Vlaanderen-Baloise        | 8 pts                     |
| 6e                        | Emil Dima                    | Roumanie                  | Giotti Victoria-Savini Due      | 8 pts                     |
| 7e                        | Eddie Dunbar                 | Irlande                   | Ineos Grenadiers                | 7 pts                     |
| 8e                        | Márton Dina                  | Hongrie                   | Eolo-Kometa                     | 7 pts                     |
| 9e                        | Viktor Filutás               | Hongrie                   | Adria Mobil                     | 6 pts                     |
| 10e                       | Óscar Rodríguez Garaicoechea | Espagne                   | Movistar Team                   | 5 pts                     |

| Classement de la montagne | Classement de la montagne    | Classement de la montagne | Classement de la montagne       | Classement de la montagne |
| Coureur                   | Coureur                      | Pays                      | Équipe                          | Points                    |
| ------------------------- | ---------------------------- | ------------------------- | ------------------------------- | ------------------------- |
| 1er                       | Aaron Van Poucke             | Belgique                  | Sport Vlaanderen-Baloise        | 34 pts                    |
| 2e                        | Nicolas Dalla Valle          | Italie                    | Giotti Victoria-Savini Due      | 14 pts                    |
| 3e                        | Umberto Marengo              | Italie                    | Drone Hopper-Androni Giocattoli | 11 pts                    |
| 4e                        | Antonio Tiberi               | Italie                    | Trek-Segafredo                  | 10 pts                    |
| 5e                        | Jens Reynders                | Belgique                  | Sport Vlaanderen-Baloise        | 8 pts                     |
| 6e                        | Emil Dima                    | Roumanie                  | Giotti Victoria-Savini Due      | 8 pts                     |
| 7e                        | Eddie Dunbar                 | Irlande                   | Ineos Grenadiers                | 7 pts                     |
| 8e                        | Márton Dina                  | Hongrie                   | Eolo-Kometa                     | 7 pts                     |
| 9e                        | Viktor Filutás               | Hongrie                   | Adria Mobil                     | 6 pts                     |
| 10e                       | Óscar Rodríguez Garaicoechea | Espagne                   | Movistar Team                   | 5 pts                     |

#### Classement par équipes
| Classement par équipes | Classement par équipes   | Classement par équipes | Classement par équipes |
| Équipe                 | Équipe                   | Pays                   | Temps                  |
| ---------------------- | ------------------------ | ---------------------- | ---------------------- |
| 1re                    | Trek-Segafredo           | États-Unis             | 61 h 58 min 48 s       |
| 2e                     | Movistar Team            | Espagne                | + 57 s                 |
| 3e                     | Alpecin-Fenix            | Belgique               | + 2 min 00 s           |
| 4e                     | Caja Rural-Seguros RGA   | Espagne                | + 2 min 02 s           |
| 5e                     | Astana Qazaqstan Team    | Kazakhstan             | + 2 min 10 s           |
| 6e                     | Bahrain Victorious       | Bahreïn                | + 2 min 17 s           |
| 7e                     | Human Powered Health     | États-Unis             | + 2 min 18 s           |
| 8e                     | Eolo-Kometa              | Italie                 | + 2 min 43 s           |
| 9e                     | Sport Vlaanderen-Baloise | Belgique               | + 2 min 57 s           |
| 10e                    | Israel-Premier Tech      | Israël                 | + 3 min 38 s           |

## Évolution des classements
| Étape              | Vainqueur          | Classement général | Classement par points | Classement de la montagne | Classement du meilleur hongrois | Classement par équipes |
| ------------------ | ------------------ | ------------------ | --------------------- | ------------------------- | ------------------------------- | ---------------------- |
| 1                  | Olav Kooij         | Olav Kooij         | Olav Kooij            | Aaron Van Poucke          | Márton Dina                     | Ineos Grenadiers       |
| 2                  | Fabio Jakobsen     | Jens Reynders      | Jens Reynders         | Aaron Van Poucke          | Márton Dina                     | Israel-Premier Tech    |
| 3                  | Fabio Jakobsen     | Fabio Jakobsen     | Rudy Barbier          | Aaron Van Poucke          | Márton Dina                     | Israel-Premier Tech    |
| 4                  | Dylan Groenewegen  | Fabio Jakobsen     | Fabio Jakobsen        | Aaron Van Poucke          | Márton Dina                     | Israel-Premier Tech    |
| 5                  | Antonio Tiberi     | Edward Dunbar      | Fabio Jakobsen        | Aaron Van Poucke          | Márton Dina                     | Trek-Segafredo         |
| Classements finals | Classements finals | Edward Dunbar      | Fabio Jakobsen        | Aaron Van Poucke          | Márton Dina                     | Trek-Segafredo         |